# 에리크 에드만
에리크 케네트 에드만(스웨덴어: Erik Kenneth Edman [ˈêːrɪk ˈěːdman][*], 1978년 11월 11일, 옌셰핑 주 옌셰핑 ~)은 스웨덴의 전직 프로 축구 선수로, 현역 시절 수비수로 활약했다. 1997년에 헬싱보리에서 신고식을 치른 그는 이탈리아, 독일, 네덜란드, 잉글랜드, 프랑스 무대를 전전하다 2013년에 헬싱보리에서 은퇴했다. 2001년부터 2009년까지 스웨덴 국가대표팀에서 활약한 그는 총 57번의 국가대항전 경기에 출전했고, 2002년 월드컵, 유로 2004, 그리고 2006년 월드컵에 자국을 대표로 참가했다.

## 클럽 경력

### 초기 경력
에드만은 현역 시절 여러 구단을 전전했다. 그는 1999년까지 헬싱보리에서 출전했고, 이후 스웨덴을 떠나 해외로 진출했다. 2001년, 이탈리아의 토리노와 독일의 카를스루에에서 별다른 인상을 남기지 못한 에드만은 스웨덴 무대로 복귀해 AIK에서 1년을 활약했다. 이후, 네덜란드의 헤이렌베인이 에드만을 AIK에서 영입했다.

### 토트넘 홋스퍼
2004년 7월, 토트넘 홋스퍼는 헤이렌베인의 에드만을 영입했다. 에드만은 빠르게 적응하였고, 리버풀과의 프리미어리그 경기에서 37미터 거리에서 강한 인상을 남긴 득점포를 기록했다. 그러나, 2005년 여름에 대한민국의 좌측 수비수 이영표를 영입하면서, 에드만은 잉글랜드를 떠나기로 결심했다.

### 렌
2005년 8월 마지막 주, 토트넘은 프랑스 구단 렌의 제의를 받아들였다. 에드만은 일찍이 라슬로 뵐뢰니의 눈도장을 찍어 주전 좌측 수비수로 활약했다.

### 위건 애슬레틱
2008년 1월, 에드만은 £500,000의 이적료에 위건 애슬레틱으로 이적했다. 위건 애슬레틱은 레이턴 베인스의 이적으로 대체자를 물색하지 못한 후 에드만의 영입으로 한숨 돌릴 수 있게 되었다. 2008년 3월, 에드만은 블랙번 로버스와의 경기에서 전방 십자 인대가 손상되는 부상을 당했다. 그 결과 그는 위건의 시즌 남은 기간은 물론 유로 2008 본선에도 뛸 수 없게 되었다. 에드만은 2009년 1월, 위건이 0-1로 패한 맨체스터 유나이티드전에서 교체로 복귀전을 치렀다. 그러나, 그는 부상과 마이노르 피게로아의 인상적인 활약으로 인해 출전 시간이 크게 줄었고, 로베르토 마르티네스는 주전으로 에드만보다 피게로아를 더 중용했다. 에드만은 2009년 11월에 1-9로 패한 토트넘 홋스퍼 전에서 격자 군단의 마지막 경기를 치렀는데, 그는 당시 애런 레넌을 상대로 큰 시련을 겪었다.

### 헬싱보리
2010년 2월 5일, 헬싱보리는 에드만을 친정으로 재영입한 사실을 확정지었다. 에드만은 스웨덴의 친정 구단과 5년 계약을 맺었다. 2012년 12월, 에드만은 헬싱보리의 기술진 자리를 맡을 것임을 발표했다.

## 국가대표팀 경력
에드만은 2001년부터 2009년까지 스웨덴 국가대표팀에서 활약했다. 2002년, 그는 스웨덴 선수단 일원으로 2002년 월드컵에 참가했지만, 한 경기도 출전하지 못했다. 그는 2002년 월드컵 이후인 유로 2004와 2006년 월드컵에서 더 많은 출전 기회를 받았고, 이 시기에 주전 좌측 수비수를 맡았다.
그는 2005년 3월에 바실 레프스키 국립 경기장에서 열린 불가리아와의 2006년 월드컵 예선전 경기에서 프리킥으로 국가대표팀에서 처음이자 마지막으로 골맛을 보았다.
에드만은 유로 2008에 무릎 중상으로 참가하지 못했다. 그는 이듬해 국가대표팀에서 은퇴했다.

## 경력 통계
| 국가대표팀 | 연도 | 출장 | 골 |
| ---------- | ---- | ---- | -- |
| 스웨덴     |      |      |    |
| 2001       | 2    | 0    |    |
| 2002       | 5    | 0    |    |
| 2003       | 9    | 0    |    |
| 2004       | 11   | 0    |    |
| 2005       | 7    | 1    |    |
| 2006       | 12   | 0    |    |
| 2007       | 9    | 0    |    |
| 2008       | 0    | 0    |    |
| 2009       | 2    | 0    |    |
| 합계       | 합계 | 57   | 1  |

### 국가대표팀 득점 기록
아래의 점수에서 왼쪽의 점수가 스웨덴의 점수이며, 점수 열은 에드만의 득점 당시 점수 상황을 나타낸다.
| # | 날짜            | 경기장                                    | 상대     | 점수 | 결과 | 대회                 |
| - | --------------- | ----------------------------------------- | -------- | ---- | ---- | -------------------- |
| 1 | 2005년 3월 26일 | 불가리아 소피아 바실 레프스키 국립 경기장 | 불가리아 | 2–0  | 3–0  | 2006년 월드컵 예선전 |

## 수상
헬싱보리
- 알스벤스칸: 1999, 2011
- 스벤스카 쿠펜: 1998, 2010, 2011
- 스벤스카 수페르쿠펜: 2011, 2012

개인
- 스웨덴 올해의 수비수: 2004